# Heidelberg-Pfaffengrund/Wieblingen
Heidelberg-Pfaffengrund/Wieblingen – przystanek kolejowy w Heidelbergu, w kraju związkowym Badenia-Wirtembergia, w Niemczech. Znajduje się tu 1 peron.